# Lernia
Lernia AB är ett bemannings-, rekryterings-, matchnings- och utbildningsföretag som fram till mars 2025 var helägt av svenska staten. I januari 2025 meddelades att staten har för avsikt att sälja Lernia till investmentbolaget Aurelius. Regeringen har i mars 2025 efter avslutade myndighetsprövningar slutfört försäljningen av Lernia AB inklusive dotterbolag till Aurelius genom dotterbolaget AURELIUS Investment Lux Fourteen SARL.
Lernia har sin bakgrund i den statliga AMU-gruppen (se AMU) och fick sitt nuvarande namn år 2000. Lernia tillhandahåller bemanning, nationell och internationell rekrytering inklusive relocation samt omställning/outplacement, matchning och vuxenutbildning såsom yrkeshögskola.

## Historia
1910-tal: De första kurserna i statlig regi startade under vintern 1918 och riktades till arbetslösa kvinnor och ungdomar inom textilindustrin som under första världskrigets senare del hade drabbats av omfattande arbetslöshet.
1920-tal: Redan under 1920-talet var målsättningen att människor som stod utanför arbetsmarknaden skulle ges möjlighet att utveckla sin kompetens och få ett nytt arbete med hjälp av statliga omskolningskurser för arbetslösa och senare arbetsmarknadsutbildningar.
1940-tal: Arbetsmarknadsverket, AMS, fick ansvaret för arbetsmarknadsutbildningen, och staten tog över arbetsförmedlingarna.
1960-tal: Den aktiva arbetsmarknadspolitiken intensifierades. Arbetsmarknadsutbildningen ökade kraftigt och bara under 1964 utbildades 30 000 personer. 
1980-tal: Den 1 januari 1986 bildades från AMU den statliga myndigheten AMU-gruppen med uppdrag att anordna arbetsmarknadsutbildning åt dåvarande Arbetsmarknadsverket samt övriga uppdragsgivare som till exempel företag och kommuner.
1990-tal: År 1993 ombildades myndigheten till ett statligt ägt aktiebolag och fick då namnet AmuGruppen AB. År 1994 upphandlade Malmö kommun Sfi-utbildning, svenska för invandrare, för första gången. År 1998 startade Lernia bemanningsverksamhet. Lernia blev kvalitetscertifierat enligt ISO 9001.
2000-tal: År 2000 bytte AmuGruppen AB namn till Lernia AB. Flera namnförslag togs fram innan namnbytet, och Lernia var ett av dem. Tänkt association är mot lärande och utbildning, närmast engelska learn eller tyska lernen. År 2005 toppade Lernia Bemanning för andra året i rad Svenska Dagbladets och Ahrens tillväxtlista. År 2009 valdes Lernia till ett av Sveriges mest jämställda bolag i en jämställdhetstävling anordnad av tidningen Veckans Affärer.
2010-tal: År 2013 var ett starkt år för Lernia med ökad omsättning och det bästa finansiella resultatet sedan starten. Lernia utsågs till "Karriärföretag 2013" av Dagens Industri och "Årets nykomling" av talangföretaget Universum. År 2015 utbildade Lernia under året drygt 43 000 personer, samarbetade med 1 700 kunder och hyrde ut över 9 000 bemanningskonsulter, varav fler än 6 000 var nyanställda. År 2016 vann Lernia SM i telefoni i februari, och hade därmed Sveriges bästa kundtjänst. Lernia utsågs till Karriärföretag 2016. År 2018 firade Lernias bemanningsverksamhet 20 år och Arbetsmarknadsutbildningar firade 100 år. Anders Uddfors tillträdde som vd i maj. 
2020-tal: Digitaliseringsarbetet snabbades upp år 2020 och ökade i rask takt i samband med pandemin. Lernia ställde om alla fysiska utbildningar - från klassrum till digitala lösningar på distans. År 2022 tillträdde Veronica Rörsgård som ny vd. 2025 säljer svenska staten Lernia till investmentbolaget Aurelius.

## Verksamheter
- Bemanning: Uthyrning av medarbetare till företag och organisationer. Sker på en kommersiell, konkurrensutsatt marknad.
- Rekrytering: Rekrytering av medarbetare till företag och organisationer. Sker på en kommersiell, konkurrensutsatt marknad.
- Rusta och matcha: Matchningstjänst för arbetssökande, på uppdrag av Arbetsförmedlingen som beslutar om vilka som får delta samt godkänner och kontrollerar leverantörer av tjänsten
- Omställning: Stöd till individer som blir uppsagda vilket sker inom ramen för trygghets/omställningsfonder
- Outplacement och ledarskapsutveckling: Stöd vid omstrukturering och organisationsförändringar.
- Yrkeshögskola: Eftergymnasial utbildningsform, utbildningsprogram och korta kurser som utbildar direkt mot en specifik yrkesroll. Myndigheten för yrkeshögskolan (MYH) tilldelar och utövar tillsyn över utbildningarna.
- Företagsutbildning och kompetenskartläggning: Utbildningar och kartläggningar för att validera och höja kompetenser på företaget.
- Arbetsmarknadsutbildningar: Arbetsmarknadsutbildningar upphandlade av Arbetsförmedlingen som anvisar deltagare till fristående aktörer.